# Góra (gmina w guberni płockiej)
Góra – dawna gmina wiejska istniejąca na przełomie XIX i XX wieku w guberni płockiej. Siedzibą władz gminy była Góra.
Za Królestwa Polskiego gmina Góra należała do powiatu płockiego w guberni płockiej.
Obejmowała miejscowości: Bromierz, Brudzyno, Dłużniewo Małe, Dłużniewo Duże, Góra, Goszczyno Górne, Goszczyno-Kutasy, Goszczyno-Karnięcin, Kierz, Karwowo-Podgórne, Karwowo Błażejewne, Karwowo-Krzywonice, Karwowo-Trojany, Karwowo-Orszymowice, Małachowo, Młodochowo, Rogotwórsk, Rostkowo, Sokolniki, Strzeszewo Wielkie, Strzeszewo Kulińskie, Warszewka, Wępiły i Wrogocin.
Brak informacji o dacie likwidacji gminy; jednostka występuje jeszcze w wykazie z 1914 roku, a ostatnie dostępne akta gminy Góra pochodzą z 1913 roku.
Po zniesieniu gminę Góra podzielono między gminy Staroźreby (Bromierz, Budzyno, Goszczyno, Góra, Karwowo-Krzywanice, Karwowo-Podgórze, Rostkowo i Strzeszewo) i Drobin (Dłużniewo Duże i Małe, Małachowo, Młodochowo, Rogotwórsk, Sokolniki, Warszewka, Wępiły i Wrogocin).